# Cristo Rey de Pachuca
El Cristo Rey de Pachuca es una estatua monumental de 33 metros de alto, se encuentra en el cerro de Santa Apolonia en Pachuca de Soto, Hidalgo en México. Es considerado uno de los geositios del proyecto Geoparque Comarca Minera.

## Historia

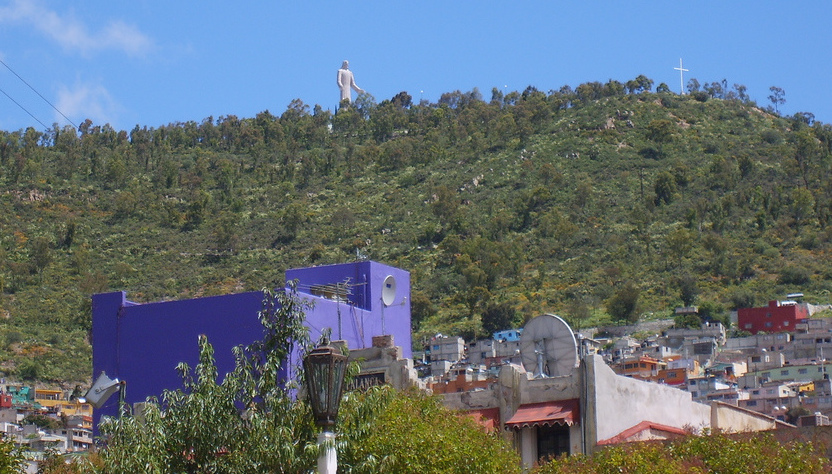
Vista del cerro de Santa Apolonia desde el Centro histórico de Pachuca de Soto.

En el año de 1940 un grupo de aproximadamente quince mineros de la Mina del Paricutín, cuando terminaban su jornada laboral, quedaron atrapados, el malacate se atoró y no podían moverlo. Después de unos minutos prometieron que, si Cristo Rey los salvaba, le harían un monumento, después se desatoró el malacate y encontraron la salida a la superficie. Durante casi cuatro décadas los intentos habían resultado infructuosos, los mineros decían que no querían morir sin antes hacer honor a su palabra.
Con ayuda del padre Alfonso Romero Ruiz, adscrito a la Parroquia de San Francisco y de Luis Manuel Willars, director de la Compañía Real del Monte y Pachuca; el 3 de agosto de 1982 quedó formalizada la compra del terreno ante notario público.  El terreno de una hectárea por 100 000 pesos y media hectárea más, cortesía de la dueña Margarita Ramírez. Se integró el ingeniero José Luis Lugo Vera como director responsable, con registro 012, de la Secretaría de Obras Públicas de Hidalgo, a quien se sumaría el arquitecto César Narváez Benítez, supervisor técnico y residente.
El 6 de septiembre de 1988, en la Parroquia de San Francisco, se organizó una procesión para llevar una cruz de madera de cuatro metros, hasta el cerro hasta Santa Apolonia, donde se instaló y se celebró una misa. Los trabajos de edificación iniciaron el 14 de noviembre de 1988. El monumento fue financiado mediante distintas donaciones de los residentes de la ciudad. El 17 de abril de 1996, fue inaugurado, ese día era domingo de resurrección, por el obispo de Tulancingo, Pedro Arandadíaz Muñoz.
El proyecto del Geoparque Comarca Minera que busca dar valor al patrimonio geológico, minero, arqueológico y cultural de la región de la Comarca Minera; fue designado de manera oficial dentro de la Red global de geoparques de la Unesco, el 5 de mayo de 2017, quedando el  Cristo Rey de Pachuca como uno de los treinta y un geositios del proyecto.
El 4 de abril de 2019 ocurrió un incendio en la localidad Santo Tomás en el Cerro del Cristo Rey, donde autoridades contabilizaron una superficie afectada de aproximadamente 30 hectáreas. El 31 de mayo de 2020 se realizó un espectáculo de luces, videomapping y un concierto con un imitador de Manuel Mijares, se proyectaron diferentes mensajes de aliento para el personal de salud que labora durante la pandemia por la Covid-19 en Hidalgo.

## Características

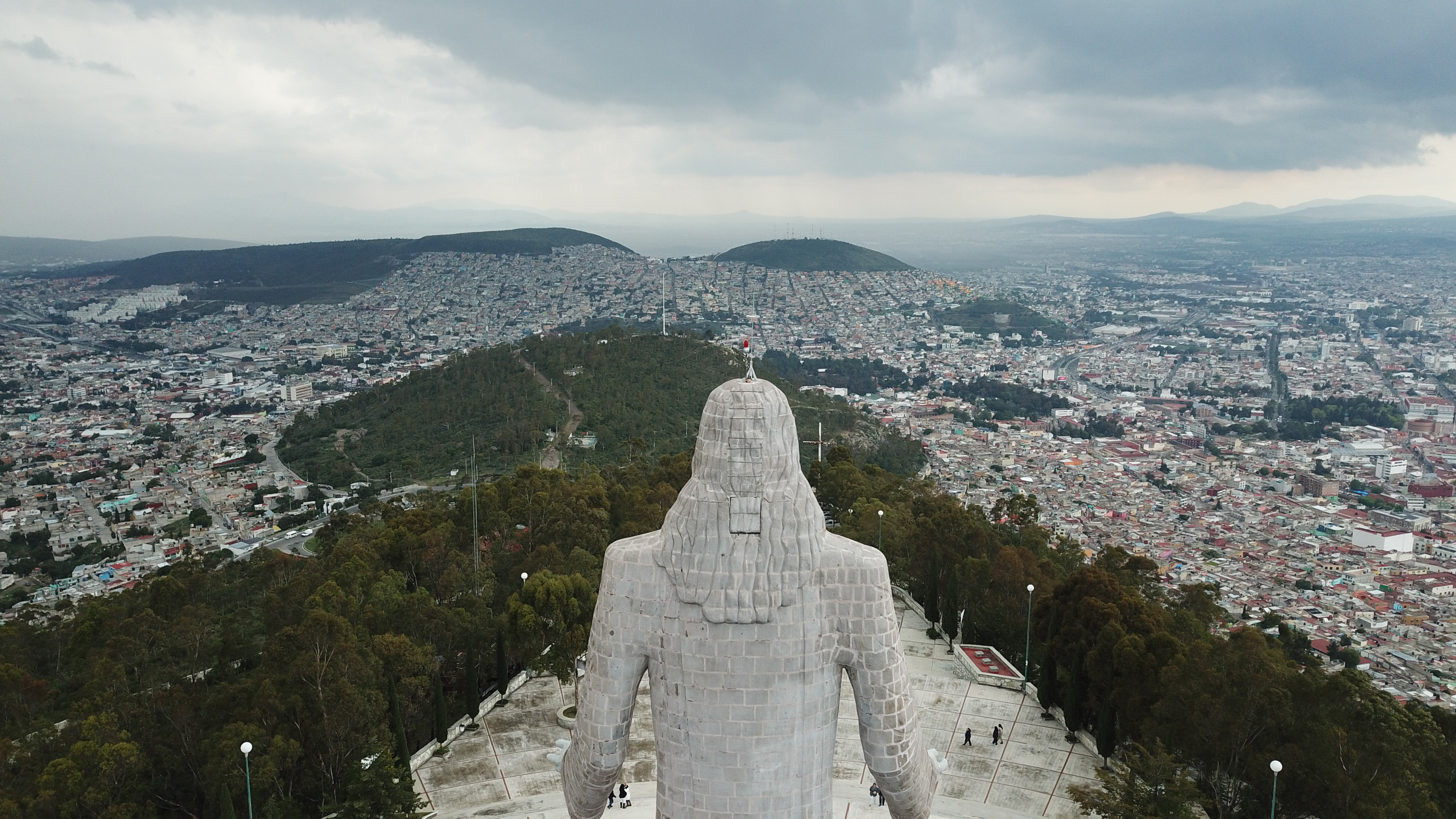
Panorámica de la ciudad desde el Cristo Rey.

Se encuentra en el  cerro de Santa Apolonia, también denominado cerro del Cristo Rey; en un terreno de cinco hectáreas a unos 2665.50 m s. n. m. En un inicio se fabricó una base provisional para colocar una cruz con la leyenda “Tú reinarás”. Geólogos de la Compañía Real del Monte y Pachuca, indicaron que no era posible construir el monumento donde estaba planeado, pues por ahí pasaban túneles, así que se colocó un poco más arriba. El responsable del proyecto fue el José Luis Lugo Vera y en coproyecto de César C. Narváez Benítez.
El monumento tiene 33 metros de altura medida que simboliza la edad a la que murió Jesús; 23 metros de la escultura y 10 de la base; elaborado con cantera que fue traída de Querétaro y Guanajuato. Hay dos versiones del porqué de la posición de sus brazos: unos dicen que es simplemente un gesto de acogimiento; otros dicen que es para que los fuertes vientos de la ciudad de Pachuca no lo dañen.
El lugar es un punto de peregrinación especialmente en Semana Santa y otras fechas especiales de la Iglesia católica. El sitio es un mirador de 180 grados que permite ver, casi completamente, la ciudad de Pachuca.